# Klajdi Musabelliu
Klajdi Musabelliu, född 10 april 1983 i Gjirokastër, är en albansk sångare och journalist. Han slog igenom i TV-programmet Ethet e së premtes mbrëmas första säsong år 2003 där han slutade på andra plats efter Anjeza Shahini. Han arbetar som journalist vid Albaniens Telegrambyrå (Agjencia Telegrafike Shqiptare).

## Karriär
Efter sitt deltagande i Ethet ställde Musabelliu i december samma år upp i Festivali i Këngës 42 som för första gången skulle utse Albaniens representant i Eurovision Song Contest följande vår. Musabelliu deltog med låten "Një shpresë për jetën time" (svenska: ett hopp för mitt liv) och han tog sig vidare till finalen via tävlingens första semifinal. I finalen ställdes han mot 17 andra bidrag, däribland Anjeza Shahini med "Imazhi yt". Endast topp tre avslöjades, där Shahini vann med sitt bidrag och fick tävla i Eurovision Song Contest 2004 i Istanbul. Där vad Musabelliu en av Shahinis bakgrundssångare. Året därpå gjorde Musabelliu ett nytt försök vid Festivali i Këngës 43. Han deltog med låten "Puthjën nuk ta kam harruar" och tog sig för andra året i rad till final. I finalen, som vanns av Ledina Çelo, slutade han oplacerad. 2010 ställde han upp i tävlingen för tredje gången då han deltog i Festivali i Këngës 49 med låten "Vetëm ti" som skrevs av Zhuliana Jorganxhi med musik av Lambert Jorganxhi. Han slogs ut i tävlingens semifinal.
I december 2014 gjorde Musabelliu comeback i Festivali i Këngës 53. Han deltog med låten "Vetëm të ti bësoj" (jag tror bara på dig), som han själv komponerat med text av Jorgo Papingji (som skrev 2014 års Eurovisionbidrag "Zemërimi i një natë"). I finalen slutade han på delad sista, 16:e, plats.
2015 deltog han i Festivali i Këngës 54 med låten "Ndodh edhe kështu". Han slogs ut i tävlingens andra semifinal.
Musabelliu har släppt ett studioalbum, Talismani pluhurosur från år 2004.

## Privatliv
Musabelliu föddes i den historiska staden Gjirokastër i södra Albanien i april 1983 under Enver Hoxhas kommunistdiktatur. Musabellius far, som avled 1997, var officerare i den albanska armén och kom ursprungligen från Skrapari. Han har bott i Gjirokastër och Berat innan hans familj 1996 bosatte sig i Tirana, Albaniens huvudstad. 
Han är politiskt aktiv i partiet Lëvizja Socialiste për Integrim (Socialistiska rörelsen för integration) som leds av Ilir Meta.

## Diskografi

### Studioalbum
- 2004 – Talismani pluhurosur